# Alfred Mosselman

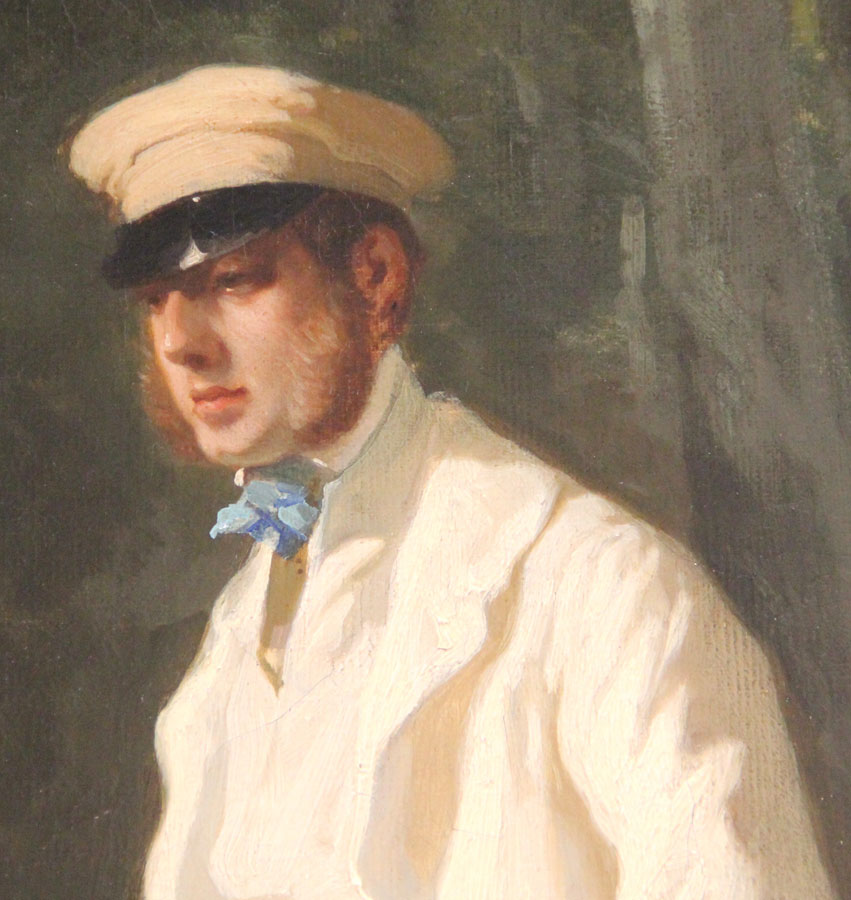
Alfred Mosselmann

François Alfred Mosselman (* 25. Juni 1810 in Paris; † 10. Januar 1867 ebenda) war ein französischer Industrieller.

## Leben und Wirken
Der Sohn des belgisch-französischen Industriellen und Bankiers François-Dominique Mosselman und dessen Gattin Marie Louise Tacque (1776–1828) wuchs in Paris auf und absolvierte ein Ingenieursstudium. 
Nachdem sein älterer Bruder Émile (1802–1832) tödlich verunglückt war, musste Alfred Mosselman mit erst 22 Jahren Émiles Aufgabe der Leitung des Walzwerks im französischen Ort Valcanville übernehmen, das zu jener Zeit zu dem von ihrem Vater geleiteten Zinkunternehmen „Dony et Compagnie“ mit Sitz im belgischen Angleur bei Lüttich gehörte. Zusammen mit Angehörigen der Familie gründete Vater Mosselman am 24. Mai 1837 nach belgischem Aktienrecht und mit belgischen und französischen Geldern die Société Anonyme des Mines et Fonderies de Zinc de la Vieille Montagne (VM), in der die Fabriken, Minen, Anteile und Konzessionen von „Dony et Compagnie“ einbezogen wurden. Doch nur drei Jahre später starb der Vater am 19. März 1840 und sein Sohn Alfred Mosselman musste auch hier kurzfristig die Leitung des Gesamtunternehmens Vieille Montagne übernehmen. Er schuf eine Art Holding mit dem Namen „Mosselman Brothers and Sisters“, in die die belgische Nationalbank unter Leitung von Charles de Brouckère rund 800.000 Franken investierte. Nur ein Jahr nach seiner Übernahme der Leitung übertrug Mosselman im Jahr 1841 die Direktion der Vieille Montagne dem Bankier Brouckère und konzentrierte sich selbst auf seine Geschäfte vor allem in dem französischen Departements Manche und Calvados in der Normandie.
Zu Mosselmans geschäftlichen Aktivitäten in der Normandie zählten unter anderem:
- Die Übernahme im Jahr 1837 der Konzession für den 1839 eingeweihten Canal de Vire et Taute[1]
- Die Gründung der „Société des Canals de la Manche“ im Jahr 1838, die zwei Jahre später den „Canal Soulles de Coutances“ in Betrieb nahm.
- Den Bau einer Eisenbahnstrecke zwischen Carentan und Saint-Lô und eines Hafens für Saint Lô, wofür er rund 250 Militärhäftlinge und spanische Gefangene rekrutierte
- Der Bau von vier Kalköfen[2] sowie Betrieb der Kalksteinbrüche in La Meauffe und Cavigny sowie einer Zinkanlage in Barfleur und einer Quecksilberanlage in La Chapelle-en-Juger
- Mehrere Aktionen zur Eindämmung und Rückgewinnung von Marschland in der Normandie wie beispielsweise durch die Gründung der „Compagnie des lais et relais“ für Pipelinebau und Trockenlegungen in der Baie du Mont-Saint-Michel sowie durch die Kanalisierung der Flüsse Douve und Vire
- Hilfen für landwirtschaftliche Betriebe durch die Gründung einer Fischfarm am Vire und die Förderung der Mechanisierung der Betriebe sowie die Organisation des Handels zwischen Carentan und Southampton, durch den Eier, Fleisch, Geflügel und Spezialitäten aus der Normandie nach England verschifft und umgekehrt nordisches Holz, Baumwolle aus Indien und Holzkohle eingeführt wurden.

Die Geschäfte liefen jedoch nicht immer gut und so war Mosselman genötigt, 1860 seiner Schwester Fanny, Ehefrau des Botschafters Charles Le Hon sowie Geliebte des Herzogs Charles de Morny, beide Männer Mitglieder des Verwaltungsrates der Vieille Montagne, sein Schloss in Condé-sur-Iton zu verkaufen und 1863 seine wertvolle Gemäldesammlung zu versteigern.

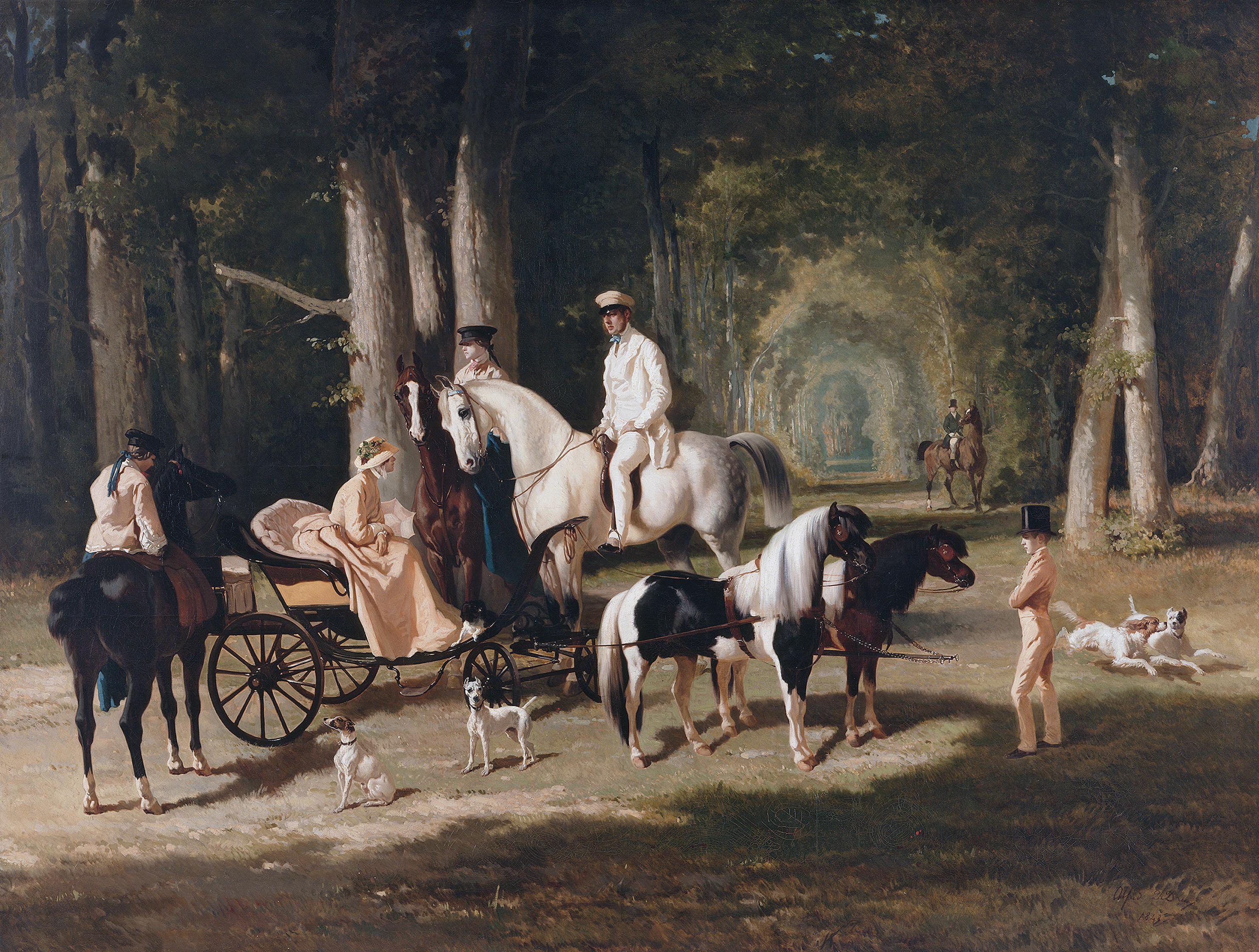
Alfred Mosselmann und Familie, Gemälde von Alfred Dedreux, 1848

In seiner Freizeit widmete sich Mosselman dem Reitsport, betrieb ein Gestüt und war eines der ersten Mitglieder des 1834 gegründeten Jockey Clubs von Paris.
Mosselman war verheiratet mit der Baronin Brentano di Cimaroli Eugénie-Claire Gazzini (1814–1856), mit der er vier Kinder bekam. Der französische Maler Alfred Dedreux fertigte 1848 ein Ölgemälde von Mosselmann, dessen Ehefrau und den vier Kindern an, das sich in der Sammlung Petit Palais in Paris befindet.
Darüber hinaus pflegte Mosselman von 1847 bis 1861 eine Liebesaffäre mit Apollonie Sabatier (1822–1889), die den Spitznamen „La Présidente“ trug und als „une belle femme un peu canaille“ (eine schöne Frau ein bisschen frech) beschrieben wurde. Er hatte ihr ein schmuckes Haus geschenkt, wo sich allerlei Personen aus Kunst und Gesellschaft versammelten, darunter Hector Berlioz, Alexandre Dumas, Vater und Sohn, Édouard Manet, Victor Hugo. Die Liaison zwischen Mosselmann und Sabatier wurde auch in der Kunst thematisiert, zum Beispiel in Gustave Courbets Gemälde L'Atelier du peintre aus dem Jahr 1855, das Darstellungen von Personen aus dem realen Leben und dabei unter anderem eine Geliebte und einen Geliebten darstellt und sich mittlerweile im Musée d’Orsay befindet.
Alfred Mosselman wurde früh Witwer und starb selbst 1867 mit erst 56 Jahren. In Erinnerung an den Unternehmer wurde im Ort Saint-Lô die Flussinsel in der Vire in „L‘île Mosselman“ und im Ort Carentan eine Straße nach ihm benannt.